# Corydalis atuntsuensis
Corydalis atuntsuensis är en vallmoväxtart som beskrevs av W. W. Smith. Corydalis atuntsuensis ingår i släktet nunneörter, och familjen vallmoväxter. Inga underarter finns listade i Catalogue of Life.